# Johan (film)
Johan is een Nederlandse film uit 2005, geregisseerd door Nicole van Kilsdonk en geschreven door Mieke de Jong.

## Verhaal
De film gaat over Johan Dros (Michiel Huisman) en zijn familie, en speelt zich af in de wereld van het voetballen. Johan wil het liefst zingen en is verliefd op zijn buurmeisje Evy (Caro Lenssen), net zoals zijn broer Johnny (Johnny de Mol) die profvoetballer is. Als Johan zijn passie voor de muziek kan delen met zijn buurmeisje, breken zijn andere tien broers door bij grote voetbalclubs. Vader Rinus (Huub Stapel) is trots: zijn elftal is bijna compleet. Echter, Johan blijft zijn zinnen zetten op de muziek. Evy moet kiezen, wordt ze liever voetbalvrouw of gaat ze toch voor haar eerste liefde Johan? Jack van Gelder en Wilfred Genee spelen zichzelf.
De film werd uitgebracht door Buena Vista Distribution.

## Rolverdeling
- Michiel Huisman - Johan Dros
- Johnny de Mol - Johnny Dros
- Caro Lenssen - Evy
- Ali Ben Horsting - Coen Dros
- Ariane Schluter - Millie Dros
- Huub Stapel - Rinus Dros
- Michiel de Jong - Abe Dros
- Waldemar Torenstra - Sjaak Dros
- Tijn Docter - vriend
- Arent-Jan Linde - Barry Dros
- Gijs Naber - Willem Dros
- Leona Philippo - Hester
- Robin Rienstra - Piet Dros
- Hajo Bruins - presentator
- Erik Steijger - drieling
- Stefan Steijger - drieling
- Viktor Steijger - drieling
- Huub van der Lubbe - jurylid
- Jack van Gelder - zichzelf
- Wilfred Genee - zichzelf